# Copa Governador do Estado da Bahia 2013
In 2013 werd de vijfde editie van de Copa Governador do Estado da Bahia gespeeld voor voetbalclubs uit de Braziliaanse staat Bahia De competitie werd georganiseerd door de FBF en werd gespeeld van 28 september tot 23 november. Bahia de Feira werd kampioen en mocht daardoor deelnemen aan de Copa do Brasil 2014. 

## Eerste fase

### Eerste fase

#### Groep 1
| Plaats | Club       | Wed. | W | G | V | Saldo | Ptn. |
| ------ | ---------- | ---- | - | - | - | ----- | ---- |
| 1.     | Vitória B  | 6    | 4 | 0 | 2 | 13:7  | 12   |
| 2.     | Jacuipense | 6    | 2 | 2 | 2 | 9:8   | 8    |
| 3.     | Bahia B    | 6    | 2 | 1 | 3 | 9:11  | 7    |
| 4.     | Galícia    | 6    | 2 | 1 | 3 | 11:16 | 7    |

|  | Geplaatst voor tweede fase |

#### Groep 2
| Plaats | Club                 | Wed. | W | G | V | Saldo | Ptn. |
| ------ | -------------------- | ---- | - | - | - | ----- | ---- |
| 1.     | Vitória da Conquista | 6    | 2 | 3 | 1 | 8:6   | 9    |
| 2.     | Bahia de Feira       | 6    | 2 | 3 | 1 | 4:3   | 9    |
| 3.     | Catuense             | 6    | 1 | 3 | 2 | 7:8   | 6    |
| 4.     | Serrano              | 6    | 1 | 3 | 2 | 3:5   | 6    |

|  | Geplaatst voor tweede fase |

## Tweede fase
In geval van gelijkspel ging de club met het beste resultaat in de groepsfase door. 
|  | halve finale         | halve finale | halve finale | halve finale |  |                      | finale | finale | finale | finale |
|  |                      |              |              |              |  |                      |        |        |        |        |
|  |                      |              |              |              |  |                      |        |        |        |        |
|  | Bahia de Feira       | 1            | 2            | 3            |  |                      |        |        |        |        |
|  | Vitória B            | 1            | 1            | 2            |  |                      |        |        |        |        |
|  |                      |              |              |              |  | Bahia de Feira       | 2      | 1      | 3      |        |
|  |                      |              |              |              |  | Vitória da Conquista | 1      | 2      | 3      |        |
|  | Jacuipense           | 1            | 1            | 2            |  |                      |        |        |        |        |
|  | Vitória da Conquista | 0            | 2            | 2            |  |                      |        |        |        |        |

Details finale
|                   |                      |       |                          |                                                    |
| 17 november 16:00 | Vitória da Conquista | 1 – 2 | Bahia de Feira           | Lomantão, Vitória da Conquista Toeschouwers: 1.426 |
| 17 november 16:00 | Moises 26'           |       | 67' Jadson 79' Carlinhos | Lomantão, Vitória da Conquista Toeschouwers: 1.426 |

| Vitória da Conquista | Bahia de Feira |

Bahia de Feira won omdat ze in de halve finale beter gepresteerd hadden dan Vitória da Conquista.
|                   |                |       |                      |                                                      |
| 23 november 16:00 | Bahia de Feira | 1 – 2 | Vitória da Conquista | Joia da Princesa, Feira de Santana Toeschouwers: 855 |
| 23 november 16:00 | João Neto 58'  |       | 61' Silvio 67' Roni  | Joia da Princesa, Feira de Santana Toeschouwers: 855 |

| Bahia de Feira | Vitória da Conquista |

## Kampioen
| Copa Governador do Estado da Bahia de 2013 |
| Feira de Santana                           |
| ------------------------------------------ |
| BAHIA DE FEIRA Kampioen (1° titel)         |